# Norma (opera)
 For alternative betydninger, se Norma. (Se også artikler, som begynder med Norma)
Norma er en tragedia lirica eller opera i to akter af Vincenzo Bellini til en libretto af Felice Romani efter Norma, ossia L'infanticidio af Alexandre Soumet. Værket fik urpremiere på Teatro alla Scala den 26. december 1831 og betragtes som et af bel canto-traditionens højdepunkter. Arien "Casta diva" er en af de mest kendte arier fra det 19. århundrede.

## Baggrund
I et brev dateret 1. september 1831 skrev Bellini til sopranen Giuditta Pasta, at "Romani mener [at dette emne] vil være meget teateregnet og absolut ideelt for din encyklopædiske karakter, fordi det er den form for personlighed Norma er". Faktisk var Pastas vokale og dramatiske rækkevidde "encyklopædiske", for i marts det år havde hun sunget den meget anderledes rolle som Amina, en lyrisk og sårbar schweizisk landsbypige, ved premieren på en anden Bellini-opera, La sonnambula.
I det 19. århundrede var det almindeligt for komponister at indsætte egne arier i andre komponisters operaer. Richard Wagner skrev en arie for bas og mandskor til en opsætning i 1837 af Norma.
Titelrollen betragtes generelt som en af de sværeste i sopranrepertoiret. Partiet kræver enorm vokal kontrol, fleksibilitet og dynamik og indeholder en bred vifte af følelser: Konflikten mellem det personlige og offentlige liv, romantik, moderkærlighed, venskab, jalousi, morderiske hensigter og resignation. Den tyske sopran Lilli Lehmann fremsatte engang en berømt bemærkning om, at det ville være mindre stresssende at synge alle tre Brünnhilder i Wagners Der Ring des Nibelungen på en aften end at synge én Norma.
Lehmanns mindre kendte konklusion var: Når man synger Wagner, bliver man så opslugt af de dramatiske følelser, handlingen og scenen, at man ikke behøver at tænke på, hvordan man synger ordene. Det kommer af sig selv. Men hos Bellini, skal man altid have øre for tonens skønhed og korrekt udtale.
Gennem hele det 20. århundrede har mange sangere forsøgt sig med rollen som Bellinis plagede druidepræstinde med skiftende held. I begyndelsen af 1920'erne sang Rosa Raisa, Claudia Muzio og Rosa Ponselle rollen, mens sangerinder som australske Joan Sutherland og tyrkiske Leyla Gencer på hver sin måde har forsøgt sig i 1960'erne. I 1970'erne debuterede fire andre bel canto-specialister som Norma: Radmila Bakočević, Montserrat Caballé, Beverly Sills og Renata Scotto. To berømte afrikansk-amerikanske sangere som Grace Bumbry og Shirley Verrett har også rollen på deres repertoire, selv om de begyndte som mezzosopraner.
Den mest berømte Norma i efterkrigstiden, og velsagtens i det 20. århundrede, var Maria Callas, der sang partiet i 89 forestillinger (hvoraf flere er blevet optaget); Callas har desuden lavet to studieoptagelser i 1954 og 1960.
I 1980'erne og 1990'erne er rollen som Norma blevet sunget af så forskellige sangere som Katia Ricciarelli, Anna Tomowa-Sintow, Marisa Galvany, Dame Gwyneth Jones og Jane Eaglen. Nutidens Normaer omfatter Fiorenza Cedolins, Galina Gorchakova, Hasmik Papian, Maria Guleghina, Nelly Miricioiu, June Anderson og Edita Gruberova. I 2008 sang Daniela Dessi Norma på Teatro Comunale di Bologna.

## Roller
| Rolle                                                 | Stemmetype               | Originalbesætning, 26. december 1831 (Dirigent: -) |
| ----------------------------------------------------- | ------------------------ | -------------------------------------------------- |
| Norma, datter af Oroveso, kelternes ypperstepræstinde | Sopran                   | Giuditta Pasta                                     |
| Adalgisa, præstinde i lunden ved statuen af Irminsul  | Sopran eller mezzosopran | Giulia Grisi                                       |
| Pollione, statholder i Gallien                        | Tenor                    | Domenico Donzelli                                  |
| Oroveso, druidernes leder                             | Bas                      | Vincenzo Negrini                                   |
| Clotilde, Normas ven                                  | Sopran                   | Marietta Sacchi                                    |
| Flavio, Polliones fortrolige                          | Tenor                    | Lorenzo Lombardi                                   |

## Synopsis

### Første akt
En hemmelig kærlighed forener seersken Norma med Pollione, den romerske statholder, med hvem hun har fået to børn. Pollione er imidlertid blevet træt af den aldrende druide og har forelsket sig i Adalgisa, en ung tempeljomfru. Trods sin fromhed og dyd accepterer Adalgisa at flygte til Rom med Pollione. Hun fortæller uskyldigt Norma om sin kærlighed, og Norma forbander Pollione for hans forræderi.

### Anden akt
Norma er ved at dræbe sine børn, men af kærlighed til dem overlader hun dem dog i Adalgisas pleje. Da Pollione kommer for at tage Adalgisa fra templet, angiver Norma ham, og han pågribes af druiderne efter at have nægtet at opgive Adalgisa. Norma proklamerer sig lige så skyldig som ham. Bålet tændes, og idet hun går ind i det, dør Norma med sin elsker.

## Udvalgte arier og musikalske numre
Første akt
- Sinfonia
- Ite sul colle / Dell'aura tua profetica (Oroveso, kor)
- Meco all'altar di Venere (Pollione)
- Me protegge, me difende (Pollione)
- Casta diva (Norma)
- Ah! bello a me ritorna (Norma, kor)
- Sgombra è la sacra selva (Adalgisa)
- Va crudele, al dio spietato / E tu pure, ah, tu non sai (Pollione, Adalgisa)
- Sola, furtiva al tempio, (Norma, Adalgisa)
- Oh, non tremare o perfido (Norma, Adalgisa)
- Oh! di qual sei tu vittima / Norma! De' tuoi rimproveri / Oh! qual traspare orribile, (Norma, Pollione, Adalgisa)

Anden akt
- Dormono entrambi! / Teneri figli (Norma)
- Deh, con te, con te li prendi / Mira, o Norma / Cedi! Deh, cedi! / Si fino all'ore estreme, (Norma, Adalgisa)
- Guerra, guerra! Le galliche selve (Kor)
- In mia man alfin tu sei (Norma and Pollione)
- Deh! non volerli vittime (Norma, Oroveso, Pollione, kor)

## Eksterne links
- Wikimedia Commons har flere filer relateret til Norma
- Libretto *Libretto og detaljer, herunder sider fra det oprindelige partitur, librettidopera.it
- Norma på The Opera Company of Philadelphia Arkiveret 21. september 2008 hos  Wayback Machine
- Norma på Detroit Opera Arkiveret 17. december 2005 hos  Wayback Machine
- Normafa, et træ opkaldt efter en berømt Norma-opførelse i Budapest Arkiveret 19. juli 2011 hos  Wayback Machine
- Diskografi
- Norma: lydfiler til hele operaen indspillet af Scuola dell'Opera Italiana og Teatro Comunale di Bolognas orkester og kor på Magazzini-Sonori.